# Oh (cognome)
Oh (오?, 五, 伍, 吳, 吾, 晤?) è un cognome di lingua coreana.

## Possibili trascrizioni
Au, O, Oe, Ou.

## Origine e diffusione
Il cognome è la versione coreana del cognome cinese Wu, rappresentato dallo stesso carattere 吳. Il nome ha origine dall'antico Stato di Wu, nell'attuale provincia del Jiangsu. Wu (吳, 오, "Oh" o "O" romanizzato) è il sesto cognome nominato nel classico cinese della dinastia Song Cento cognomi di famiglia (Bai Jia Xing).
Si tratta del 14º cognome per diffusione in Corea secondo i dati del Korean National Statistics Office del 2015. Nel Paese è portato da circa 763334 persone.

## Persone
- Oh Eun-sun, alpinista sudcoreana
- Oh Hae-won, cantante sudcoreana, leader e membro delle Nmixx
- Oh Se-hun, cantante sudcoreano